# يوسف الصانعي
آية الله يوسف صانعي (أكتوبر 1937 - 12 سبتمبر 2020)، مرجع وعالم دين شيعي من أصل إيراني.

## اسمه ونسبه
الشيخ يوسف بن الشيخ محمّد علي بن يوسف الصانعي.

## ولادته
ولد الشيخ الصانعي عام 1356 هـ في إحدى قرى محافظة أصفهان في إيران .

## دراسته
في عام 1365 هـ دخل الحوزة العلمية في إصفهان، وفي عام 1370 هـ سافر إلى مدينة قم المقدّسة لإكمال دراسته الحوزوية، وفي عام 1375 هـ بدأ بحضور دروس البحث الخارج في الفقه والأُصول .

## أساتذته
- السيّد محمد اليزدي، المعروف بالمحقق الداماد.
- السيّد حسين الطباطبائي البروجردي.
- الشيخ محمد علي الأراكي.
- الشيخ علي المشكيني.
- السيّد موسى الصدر.
- الإمام الخميني.

## تدريسه
في عام 1395 هـ بدأ بتدريس البحث الخارج في الفقه والأُصول في الحوزة العلمية في قم. من أشهر تلامذته الشيخ حسين أنصاريان .

## مؤلفاته
- الثقلين في شرح تحرير الوسيلة.
- مصباح المقلّدين.
- منتخب الأحكام.
- رسالة في الربا.
- مناسك الحج.
- الفقه والحياة.

## وفاته
توفي يوسف الصانعي في صباح اليوم السبت في مدينة قم، إثر مضاعفات الكسور التي تعرض إليها بسبب حادث سقوط على الأرض. وقد تم تشييعه في قم.